# Fußball in der DDR
Fußball in der DDR umfasst die Geschichte des Fußballspiels der Männer in der SBZ bzw. in der DDR von der Nachkriegszeit (ab Mai 1945) bis zur politischen Wende und Auflösung der DDR-Oberliga im Sommer 1991.

## Sportpolitik und Organisation des Fußballsports

Logo des Deutschen Fußball-Verbandes der DDR

Dass der DDR-Fußball neben dem gelebten „Fußball“, der in den Stadien, den Fanlagern und im Breitensport zu Hause war, auch von staatlicher Lenkung geprägt sein sollte, zeigte sich bereits kurz nach dem Zweiten Weltkrieg. So hatten das Potsdamer Abkommen und die Beschlüsse des alliierten Kontrollrats zur Folge, dass sämtliche bürgerlichen Fußballvereine als Unterorganisationen der NSDAP verboten wurden und spätestens zum 1. Januar 1946 aufgelöst werden mussten, um zu verhindern, dass aus ihnen erneut „Pflanzstätten soldatischer Tugend“ werden.
Anstelle der aufgelösten Vereine entstanden im Laufe der Jahre 1945/46 Sportgruppen und Sportgemeinschaften (SG), denen zunächst nur ein regional begrenzter Spielbetrieb erlaubt war. Betroffen waren auch die früheren deutschen Meister VfB Leipzig (1903, 1906, 1913) als SG Probstheida und der Dresdner SC (1943, 1944) als SG Dresden-Friedrichstadt. Während sich in den westdeutschen Besatzungszonen die traditionellen Sportvereine bald wieder neu gründen konnten, wurde in der Sowjetischen Besatzungszone der Kontrollratsbeschluss konsequent durchgeführt, da bürgerliche Vereine dort auch nicht mehr in das politische System passten.
Die Ausweitung auf einen überregionalen Spielbetrieb forderte eine neue Organisation der ökonomischen Basis für die Fußballmannschaften. Dazu wurden noch im Laufe der Spielzeit die meisten Sportgemeinschaften im Rahmen der so genannten „Umstellung auf Produktionsgrundlage“ in Betriebssportgemeinschaften (BSG) umgewandelt, denen jeweils ein Betrieb aus einem bestimmten Produktionsbereich als Trägerbetrieb zugewiesen wurde. Durch die Ausübung von Sport in Betrieben sollte die politisch-ideologische Erziehung der Sportler sichergestellt werden. Im Jahre 1950 wurde der Beschluss „Über die Reorganisation des Sports auf Produktionsbasis“ gefasst, infolge dessen die einzelnen Betriebssportgemeinschaften eines Produktionszweiges zu Sportvereinigungen zusammengefasst wurden. Mannschaften, die sich gegen dieses Verfahren wehrten, wurden sportlich benachteiligt und unter Druck gesetzt (siehe SG Dresden-Friedrichstadt).
Bald nach Einführung der Betriebssportgemeinschaften schuf der Sportausschuss weitere Möglichkeiten zum Aufbau spielstarker Fußballmannschaften. Als neue Träger wurden die „Volkspolizei“ und die „Kasernierte Volkspolizei“ (KVP, Vorläufer der Nationalen Volksarmee) ausgesucht. Für den Bereich Volkspolizei (VP) wurden die besten Spieler von bereits vorher in verschiedenen Städten entstandenen VP-Mannschaften in Dresden zum VP Dresden zusammengezogen. Diese Mannschaft nahm zur Saison 1950/51 in der Oberliga den Platz der aus politischen Gründen zerschlagenen SG Dresden-Friedrichstadt ein. Sie wurde später in Dynamo Dresden umbenannt und entwickelte sich zu einer der erfolgreichsten Mannschaften des DDR-Fußballs. In gleicher Weise wurde 1951 in Leipzig der SV Vorwärts KVP gegründet. Im Gegensatz zu VP/Dynamo Dresden verlief dessen Entwicklung nicht so gradlinig. Während Dresden bereits 1953 DDR-Meister wurde, kam Vorwärts Leipzig bis 1953 nicht über untere Ränge in der Oberliga hinaus. Daraufhin wurde die Mannschaft nach Abschluss der Saison 1952/53 nach Berlin verlegt, wo sie künftig als ASK Vorwärts Berlin spielte und sich ab 1957 als Spitzenteam etablierte. Um weiterhin den Zufluss spielstarker Spieler zu gewährleisten, wurden in weiteren Städten Dynamo- und Vorwärts-Mannschaften gegründet, die durch die Sportvereinigung Dynamo und die Armeesportvereinigung Vorwärts (ASK) gelenkt wurden. Obwohl der ASK sich nach der Einführung der Wehrpflicht nach Belieben bei zum Wehrdienst einberufenen Spielern bedienen konnte, war die SV Dynamo mit ihren Spitzenteams Dynamo Dresden und Dynamo Berlin (BFC Dynamo) erfolgreicher. Ausländische Spieler durften in der Oberliga bis 1990 nicht zum Einsatz kommen. Während ab den 1960er Jahren vereinzelt in der zweitklassigen DDR-Liga Ausländer aktiv waren, verlieh in den 1970er Jahren verstärkt der SASK Elstal Spieler aus der Sowjetunion, welche zum Teil Erstligaerfahrung aufwiesen.
Für die Organisation des Spielbetriebes wurde am 7. März 1950 in Berlin innerhalb des Deutschen Sportausschuss der „Fachausschuss Fußball“ gebildet. 1951 ging aus ihm die „Sektion Fußball“ hervor. Der „Deutsche Fußball-Verband“ (DFV), später noch mit dem Zusatz „der DDR“ versehen, wurde erst am 17./18. Mai 1958 in Berlin gegründet. Er entstand unter dem Dach der DDR-Sportorganisation „Deutscher Turn- und Sportbund“ (DTSB). An der Spitze standen stets hohe Funktionäre der DDR-Staatspartei (SED), die den Fußball immer wieder politisch beeinflussten. So wurden Stadien völlig sportfremd nach politischen Personen benannt (z. B. Georgi-Dimitroff-Stadion Erfurt nach dem bulgarischen Ministerpräsidenten), in den Stadien wurden politische Parolen plakatiert und Fußballer zu politischen Stellungnahmen aufgefordert. Erheblichen Einfluss übten regionale Entscheidungsträger wie beispielsweise die SED-Bezirksleitungen aus, insbesondere wenn es um Spielertransfers bei Mannschaften ihres Machtbereiches ging. Auch noch in den letzten Jahren ihres Bestehens war die Oberliga politischen Einflüssen ausgeliefert. Spiele des BFC Dynamo, der in der Gunst des Vorsitzenden der SV Dynamo Minister für Staatssicherheit Erich Mielke besonders weit vorne stand, wurden mehrfach zugunsten der Berliner manipuliert. Obwohl dies durch die Suspendierung eines Schiedsrichters (Bernd Stumpf) öffentlich zutage trat (Schand-Elfmeter von Leipzig), wurden manipulierte Ergebnisse nie korrigiert. Ein Trainingsvideo aus anderer Perspektive, das erst im Jahr 2000 veröffentlicht wurde, hat jedoch gezeigt, dass der Elfmeterpfiff richtig und die Sanktion gegen Stumpf
ungerechtfertigt war.
Die Leitung des Fußballsports in der DDR war bis in die 1960er Jahre hinein durch ein organisatorisches Wirrwarr gekennzeichnet. So gab es neben der Sektion Fußball des Deutschen Sportausschusses seit Anfang der 1950er Jahre noch die Leitungen der Sportvereinigungen sowie seit 1952 das Staatliche Komitee für Körperkultur und Sport, welche allesamt weisungsbefugt waren, deren Kompetenzen allerdings nicht klar voneinander abgegrenzt waren. Zudem kam es neben dem Verpflanzen ganzer Mannschaften in andere Städte (Dynamo Dresden nach Berlin, Vorwärts Leipzig nach Berlin, später nach Frankfurt/O., BSG Empor Lauter nach Rostock) laufend zu Umstrukturierungen und Umbenennungen der Mannschaften. Bemerkenswert auch der Versuch, 1954 bei der Hochschule für Körperkultur (DHfK) in Leipzig mit von anderen Mannschaften abgezogenen jungen Spielern eine zukunftsträchtige Spitzenmannschaft zu formen. Nach nur sechs Monaten musste das Experiment als gescheitert aufgegeben werden (s. a. SC DHfK Leipzig). 1955 wurden die meisten in den Bezirkshauptstädten angesiedelten Betriebssportgemeinschaften in die neu gegründeten Schwerpunkt-Sportklubs eingegliedert. 1966 wurden sie zur Gründung selbständiger Fußballklubs wieder ausgegliedert. Am Beispiel der Stadt Leipzig ist der ständige Wechsel gut ablesbar:
| Gründungsjahr | SG Probstheida             | SG Leipzig-Leutzsch |
| ------------- | -------------------------- | ------------------- |
| 1946          | SG Probstheida             | SG Leipzig-Leutzsch |
| 1949          | BSG Erich Zeigner Probsth. | ZSG Industrie L.    |
| 1950          | BSG Einheit Ost L.         | BSG Chemie L.       |
| 1954/55       | SC Rotation L.             | SC Lokomotive L.    |
| 1963          | SC Leipzig                 | BSG Chemie L.       |
| 1966          | 1. FC Lok Leipzig          |                     |

## Spielbetrieb

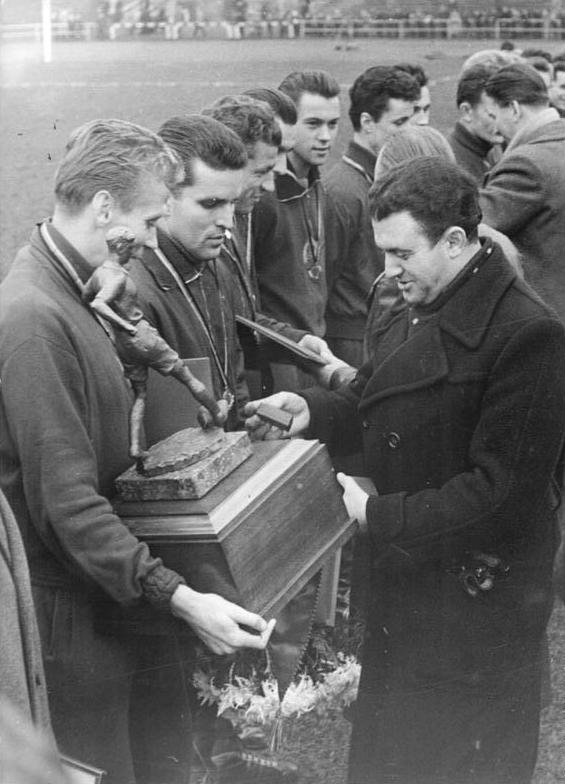
Der SC Wismut Karl-Marx-Stadt 1959 mit dem Meisterpokal

1948 und 1949 konnten unter der Regie des 1948 in der Sowjetischen Besatzungszone gegründeten Deutschen Sportausschusses so genannte Ostzonenmeisterschaften mit Beteiligung der besten Mannschaften aus Brandenburg, Mecklenburg-Vorpommern, Sachsen, Sachsen-Anhalt und Thüringen, insgesamt 10 Teilnehmer, durchgeführt werden. Beide Meister, SG Planitz (1948) und ZSG Union Halle (1949), wurden im K.-o.-System ermittelt. Ihre Teilnahme an der gesamtdeutschen Fußballmeisterschaft untersagte die sowjetische Besatzungsmacht. Aufgrund des besonderen Berlinstatus durften die Berliner Mannschaften nur um die Stadtmeisterschaft spielen, allerdings in einer gemeinsamen Ost-West-Liga.
1949 rief der Deutsche Sportausschuss die Fußball-Oberliga zur Ermittlung des ostdeutschen Meisters ins Leben. Da im Laufe der Spielzeit die DDR gegründet wurde, ging diese Meisterschaftsrunde als 1. DDR-Meisterschaft in die Geschichte ein. Obwohl für die höchste Spielklasse die gleiche Bezeichnung wie in Westdeutschland gewählt wurde, kam eine Beteiligung an einer gesamtdeutschen Meisterschaft nie zu Stande, obwohl sie mehrfach zur Debatte stand.
Berliner Mannschaften durften auch an der ersten DDR-Meisterschaft nicht teilnehmen. Erst als der 1949 in Westberlin gegründete VBB in Anlehnung an Westdeutschland das Vertragsspielersystem einführte, fand die ostdeutsche Sportführung einen Anlass, die Ostberliner Fußballmannschaften aus dem Gesamtberliner Spielbetrieb zurückzuziehen. Die bisher in der Berliner Stadtliga spielenden Mannschaften Union Oberschöneweide und VfB Pankow sowie (als Aufsteiger) Lichtenberg 47 wurden zur Saison 1950/51 in die DDR-Oberliga eingereiht, die damit von 14 auf 18 Mannschaften aufgestockt wurde. Die Berliner Mannschaften erwiesen sich jedoch so spielschwach, dass in der Saison 1953/54 kein Berliner Vertreter mehr in der Oberliga spielte.
Ehe die Oberliga ab 1954 kontinuierlich mit 14 Mannschaften spielte, gab es bis dahin ein ständiges Wechselspiel mit 19 Mannschaften in der Saison 1951/52 als Höhepunkt. Zwischen 1956 und 1960 wurde der Spielbetrieb nach sowjetischem Vorbild dem Kalenderjahr angeglichen, davor und danach wurde im Herbst-Frühjahr-Rhythmus gespielt. Die erfolgreichsten Mannschaften waren der FC Carl Zeiss Jena, der BFC Dynamo und Dynamo Dresden (siehe Ewige Tabelle der DDR-Oberliga), Rekordmeister wurde der BFC Dynamo mit 10 Titeln. Eberhard Vogel (Karl-Marx-Stadt / Jena) kam mit 440 Einsätzen auf die meisten Oberligaspiele.
Der Unterbau der Oberliga war nach Einführung der DDR-Gebietsreform von 1952 analog dem Verwaltungsaufbau der DDR gegliedert. Unter der Oberliga wurde ab 1950 landesweit die DDR-Liga eingeführt. Ihre Struktur wurde mehrfach geändert. Gab es anfangs zwei bzw. drei Staffeln, wurde die Liga ab der Saison 1971/72 auf fünf Staffeln aufgebläht. Zwischen 1955 und 1962 wurde eingleisig gespielt. Erst ab 1984 bestand die DDR-Liga, bedingt durch den DFV-Fußballbeschluss, kontinuierlich aus zwei Staffeln. Wismut Gera spielte am längsten in der DDR-Liga und kam in 36 Serien auf 955 Spiele.
Nach einem Zwischenspiel mit einer II. DDR-Liga mit zeitweise ebenfalls fünf Staffeln von 1955 bis 1963 wurde die dritte Spielklasse auf der Ebene der 14 DDR-Bezirke und Ostberlin (mittlere Verwaltungsebene) ausgetragen. Die Bezirksmeister waren je nach Struktur der DDR-Liga aufstiegsberechtigt oder mussten den Aufsteiger in Aufstiegsrunden ermitteln.

## FDGB-Pokal
Um den DDR-Fußballpokal wurde ab 1949 gespielt. Er erhielt seinen Namen nach der DDR-Einheitsgewerkschaft Freier Deutscher Gewerkschaftsbund (FDGB), die den Pokal ausgelobt hatte. In der Saison 1950/51 wurde der FDGB-Pokal durch eine Pokalrunde innerhalb der neu gebildeten Sportvereinigungen (SV) ersetzt. Die Sportführung erhoffte sich dadurch eine Leistungssteigerung innerhalb des DDR-Fußballs. Da diese jedoch ausblieb, kehrte man bereits nach einer Spielzeit zum vorherigen System zurück. Insgesamt wurden 41 Wettbewerbe ausgetragen, in den Jahren 1951 und 1961 wurde kein Pokalsieger ermittelt. Erster Pokalsieger war Waggonbau Dessau (1949), Hansa Rostock war 1991 letzter Gewinner. Die meisten Pokalsiege konnten Dynamo Dresden und der 1. FC Magdeburg mit jeweils sieben Erfolgen erringen.

## Nationalmannschaften

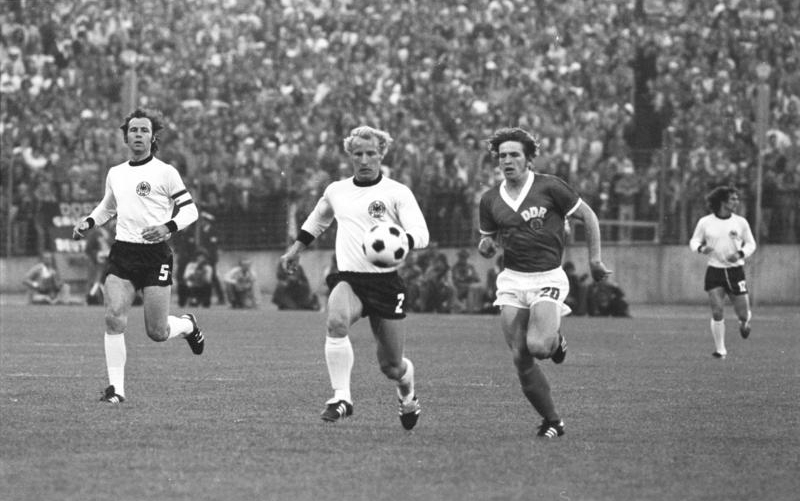
BR Deutschland gegen DDR in Hamburg: Franz Beckenbauer, Berti Vogts und Martin Hoffmann

Da der DFV erst 1952 in die Fußballweltorganisation FIFA aufgenommen wurde, konnten erst danach offizielle Länderspiele ausgetragen werden. Die A-Nationalmannschaft agierte zeitweise auch als Olympiaauswahl der DDR. Der erste Auftritt einer DDR-Nationalmannschaft fand am 21. September 1952 in Warschau gegen Polen statt und ging mit 0:3 verloren. Insgesamt absolvierte die Nationalmannschaft 293 Spiele, von denen sie 138 gewann. Rekordnationalspieler und bester Torschütze wurde Joachim Streich mit 102 Spielen und 55 Toren. In den internationalen Wettbewerben mit Ausnahme der Olympischen Spiele (Gold 1976, Silber 1980, Bronze 1972) war die Nationalmannschaft wenig erfolgreich. In der Weltmeisterschaft reichte es nur zu einem Endrundenturnier 1974, dort allerdings mit dem spektakulären 1:0-Sieg über die Bundesrepublik. Bei den Europameisterschaften kam die DDR nie über die Vorrunden hinaus. Die erfolgreichsten Trainer waren Károly Sós und Georg Buschner.
Die Nachwuchsauswahl der DDR wurde bei der U-23-Europameisterschaft 1974 sowie bei den U-21-Europameisterschaften 1978 und 1980 jeweils Zweiter. Die U20 nahm zweimal an einer WM teil und wurde 1987 Dritter in Chile. Die U18 wurde 1986 Europameister und 1988 Dritter der EM. Die U16 wurde 1985 und 1986 Vierter, 1988 Dritter sowie 1989 Zweiter der EM und nahm außerdem 1989 an der WM teil.

## Europapokal
In den Anfangsjahren der Europapokal-Wettbewerbe hatten die Mannschaften der DDR nur selten Erfolg. Bis 1969 schafften es insgesamt nur vier ostdeutsche Vertreter ins Viertelfinale. Für den SC Motor Jena war 1962 sogar erst im Halbfinale des Europapokals der Pokalsieger Schluss. Ansonsten schieden die Teams bereits in den ersten beiden Runden aus. Lediglich im unbedeutenderen International Football Cup (der von 1961 bis 1967 ausgespielt wurde) feierte die DDR Erfolge wie z. B. die Finalteilnahme des SC Leipzig 1965 und der Sieg der Leipziger (inzwischen als 1. FC Lokomotive Leipzig) im Folgejahr.
Mit der Gründung der Fußballklubs 1966 setzte eine gewisse Konsolidierung und Qualitätssteigerung auf der Ebene der DDR-Oberliga ein. Das schlug sich auch in Erfolgen der Mannschaften im Europapokal nieder. In den 1970ern schafften es die DDR-Teams regelmäßig ins Viertel- oder Halbfinale und konnten sich auch gegen namhafte Gegner aus Italien, Portugal oder England durchsetzen. Besonders der 1. FC Magdeburg, Carl Zeiss Jena und Dynamo Dresden steigerten das internationale Renommee des DDR-Klubfußballs, wobei der Sieg Magdeburgs im Europapokal der Pokalsieger 1974 den größten Erfolg darstellte. Dabei war es durch die Fußballspiele FC Bayern München – Dynamo Dresden 1973 im Europapokal der Landesmeister auch zu einem ersten deutsch-deutschen Duell gekommen, das sportlich auf Augenhöhe stattfand.
In den 1980ern konnten die DDR-Mannschaften nicht mehr in gleichem Maße an diese Zeit anknüpfen. Zwar erreichten Jena und Lokomotive Leipzig jeweils noch das Finale im Pokalsiegerwettbewerb (Jena unterlag 1981 Dinamo Tiflis und Leipzig 1987 Ajax Amsterdam), insgesamt schieden die Teams jedoch wieder früher aus und verloren so auch ihren vorübergehend hinzugewonnenen dritten Startplatz im UEFA-Pokal. Die meisten Europapokalspiele absolvierte Dynamo Dresden (98).

## Deutsche Wiedervereinigung
Im Zuge der deutschen Wiedervereinigung löste sich der DFV am 20. November 1990 auf. Die letzte DDR-Oberligasaison lief 1990/91 und endete mit dem Gewinn von Hansa Rostock. Mit dem Abschneiden der Vereine in dieser Saison war die Qualifikation für die Teilnahme an der 1. und 2. Bundesliga verbunden (Rang 1/2, 3-6). Das letzte Spiel der DDR-Nationalmannschaft fand am 12. September 1990 in Brüssel gegen Belgien statt und endete mit einem 2:0-Sieg.
Am 27. November 1990, eine Woche nach der Auflösung des Deutschen Fußball-Verbandes der DDR, spielten der amtierende DDR-Meister 1. FC Dynamo Dresden im Rudolf-Harbig-Stadion gegen den Deutschen Meister FC Bayern München um den Deutschland-Cup. Dynamo gewann dieses Spiel mit 1:0.

## Statistik

### Rekordmeister
| Zeitraum | Verein                                                                                    | Anzahl Titel |
| -------- | ----------------------------------------------------------------------------------------- | ------------ |
| ab 1950  | ZSG Horch Zwickau (ab 1951 als BSG Motor Zwickau)                                         | 2            |
| ab 1952  | BSG Motor Zwickau und BSG Turbine Halle (ab 1954 als SC Chemie Halle-Leuna)               | 2            |
| ab 1955  | BSG Motor Zwickau, SC Chemie Halle-Leuna und SC Turbine Erfurt                            | 2            |
| ab 1957  | BSG Motor Zwickau, SC Chemie Halle-Leuna, SC Turbine Erfurt und SC Wismut Karl-Marx-Stadt | 2            |
| ab 1959  | SC Wismut Karl-Marx-Stadt                                                                 | 3            |
| ab 1962  | SC Wismut Karl-Marx-Stadt (ab 1963 als BSG Wismut Aue) und ASK Vorwärts Berlin            | 3            |
| ab 1965  | FC Vorwärts Berlin (vorher als ASK Vorwärts Berlin)                                       | 4            |
| ab 1966  | FC Vorwärts Berlin                                                                        | 5            |
| ab 1969  | FC Vorwärts Berlin (ab 1971 als FC Vorwärts Frankfurt)                                    | 6            |
| ab 1978  | FC Vorwärts Frankfurt und SG Dynamo Dresden                                               | 6            |
| ab 1984  | FC Vorwärts Frankfurt, SG Dynamo Dresden und BFC Dynamo                                   | 6            |
| ab 1985  | BFC Dynamo                                                                                | 7            |
| ab 1986  | BFC Dynamo                                                                                | 8            |
| ab 1987  | BFC Dynamo                                                                                | 9            |
| ab 1988  | BFC Dynamo                                                                                | 10           |

1. ↑  Meister des Jahres in Fettschrift
2. ↑  Gewinn der Fußball-Ostzonenmeisterschaft 1948 durch Vorgänger SG Planitz
3. ↑  Gewinn der Fußball-Ostzonenmeisterschaft 1949 als ZSG Union Halle
4. ↑  vorher als BSG Turbine Erfurt
5. ↑  ab 1958 als SC Chemie Halle

### Ostdeutsche Meister
Fußball-Ostzonenmeisterschaft 1948: SG Planitz (ab 1949 ZSG Horch Zwickau)  

Fußball-Ostzonenmeisterschaft 1949: ZSG Union Halle
| Saison  | Meister                                                              |
| ------- | -------------------------------------------------------------------- |
| 1949/50 | ZSG Horch Zwickau                                                    |
| 1950/51 | BSG Chemie Leipzig                                                   |
| 1951/52 | BSG Turbine Halle                                                    |
| 1952/53 | SG Dynamo Dresden                                                    |
| 1953/54 | BSG Turbine Erfurt                                                   |
| 1954/55 | SC Turbine Erfurt                                                    |
| 1955    | SC Wismut Karl-Marx-Stadt (Übergangsrunde, kein offizieller Meister) |
| 1956    | SC Wismut Karl-Marx-Stadt                                            |
| 1957    | SC Wismut Karl-Marx-Stadt                                            |
| 1958    | ASK Vorwärts Berlin                                                  |
| 1959    | SC Wismut Karl-Marx-Stadt                                            |
| 1960    | ASK Vorwärts Berlin                                                  |
| 1961/62 | ASK Vorwärts Berlin                                                  |
| 1962/63 | SC Motor Jena                                                        |
| 1963/64 | BSG Chemie Leipzig                                                   |
| 1964/65 | ASK Vorwärts Berlin                                                  |
| 1965/66 | FC Vorwärts Berlin                                                   |
| 1966/67 | FC Karl-Marx-Stadt                                                   |
| 1967/68 | FC Carl Zeiss Jena                                                   |
| 1968/69 | FC Vorwärts Berlin                                                   |
| 1969/70 | FC Carl Zeiss Jena                                                   |
| 1970/71 | SG Dynamo Dresden                                                    |
| 1971/72 | 1. FC Magdeburg                                                      |
| 1972/73 | SG Dynamo Dresden                                                    |
| 1973/74 | 1. FC Magdeburg                                                      |
| 1974/75 | 1. FC Magdeburg                                                      |
| 1975/76 | SG Dynamo Dresden                                                    |
| 1976/77 | SG Dynamo Dresden                                                    |
| 1977/78 | SG Dynamo Dresden                                                    |
| 1978/79 | BFC Dynamo                                                           |
| 1979/80 | BFC Dynamo                                                           |
| 1980/81 | BFC Dynamo                                                           |
| 1981/82 | BFC Dynamo                                                           |
| 1982/83 | BFC Dynamo                                                           |
| 1983/84 | BFC Dynamo                                                           |
| 1984/85 | BFC Dynamo                                                           |
| 1985/86 | BFC Dynamo                                                           |
| 1986/87 | BFC Dynamo                                                           |
| 1987/88 | BFC Dynamo                                                           |
| 1988/89 | SG Dynamo Dresden                                                    |
| 1989/90 | 1. FC Dynamo Dresden                                                 |

DDR-Fußball-Oberliga 1990/91: FC Hansa Rostock